# Hilder Colón
Hilder Jobany Colón Alvarez là một cầu thủ bóng đá người Honduras. Anh đại diện Honduras ở giải bóng đá tại Thế vận hội Mùa hè 2012.